# Borek (kraj południowoczeski)
Borek – wieś i gmina w Czechach, w powiecie Český Krumlov, w kraju południowoczeskim. Według danych z dnia 1 stycznia 2013 liczyła 1 362 mieszkańców.